# 1803 en musique classique
| \| • Retour à la chronologie générale de la musique classique • \| |
| Grèce • Rome • Haut Moyen Âge • VIIIe siècle • IXe siècle • Xe siècle • XIe siècle XIIe siècle • XIIIe siècle • XIVe siècle • XVe siècle • XVIe siècle • XVIIe siècle XVIIIe siècle • XIXe siècle • XXe siècle • XXIe siècle |
| • Retour à la chronologie générale de la musique classique • |

| Années en musique classique : 1800 - 1801 - 1802 - 1803 - 1804 - 1805 - 1806    |
| Décennies en musique classique : 1770 - 1780 - 1790 - 1800 - 1810 - 1820 - 1830 |

Cet article présente les faits marquants de l'année 1803 en musique.

## Événements
- 13 janvier : création de Ma tante Aurore, opéra de François-Adrien Boïeldieu, à Paris.
- 28 mars : première représentation de Proserpine, opéra (tragédie lyrique) de Giovanni Paisiello à l'Opéra de Paris, sur un livret de Nicolas-François Guillard.
- 5 avril :  la Symphonie no 2, le Concerto pour piano no 3 et l'oratorio Le Christ au Mont des Oliviers de Beethoven, créés au Theater an der Wien (à Vienne) sous la direction du compositeur.
- 3 septembre : inauguration du Teatro Carcano de Milan.
- 4 octobre : première représentation d'Anacréon, ou L'amour fugitif, opera-ballet de Luigi Cherubini, livret de C. R. Mendouze, à l'Opéra de Paris, salle Montansier, avec une choreographic de Pierre-Gabriel Gardel.

Date indéterminée
- Ma tante Aurore, opéra-comique de Boïeldieu.
- Beethoven compose
  - la symphonie no 3 « Héroïque » (publiée en 1806).
  - les Variations héroïques op. 35 pour piano.
- Création du Prix de Rome.
- Découverte du manuscrit « les Carmina Burana » ou « chants de Beuren » dans l'abbaye de Benediktbeuren.

## Prix de Rome
1er Prix : Albert Androt avec la cantate Alcyone.

## Naissances

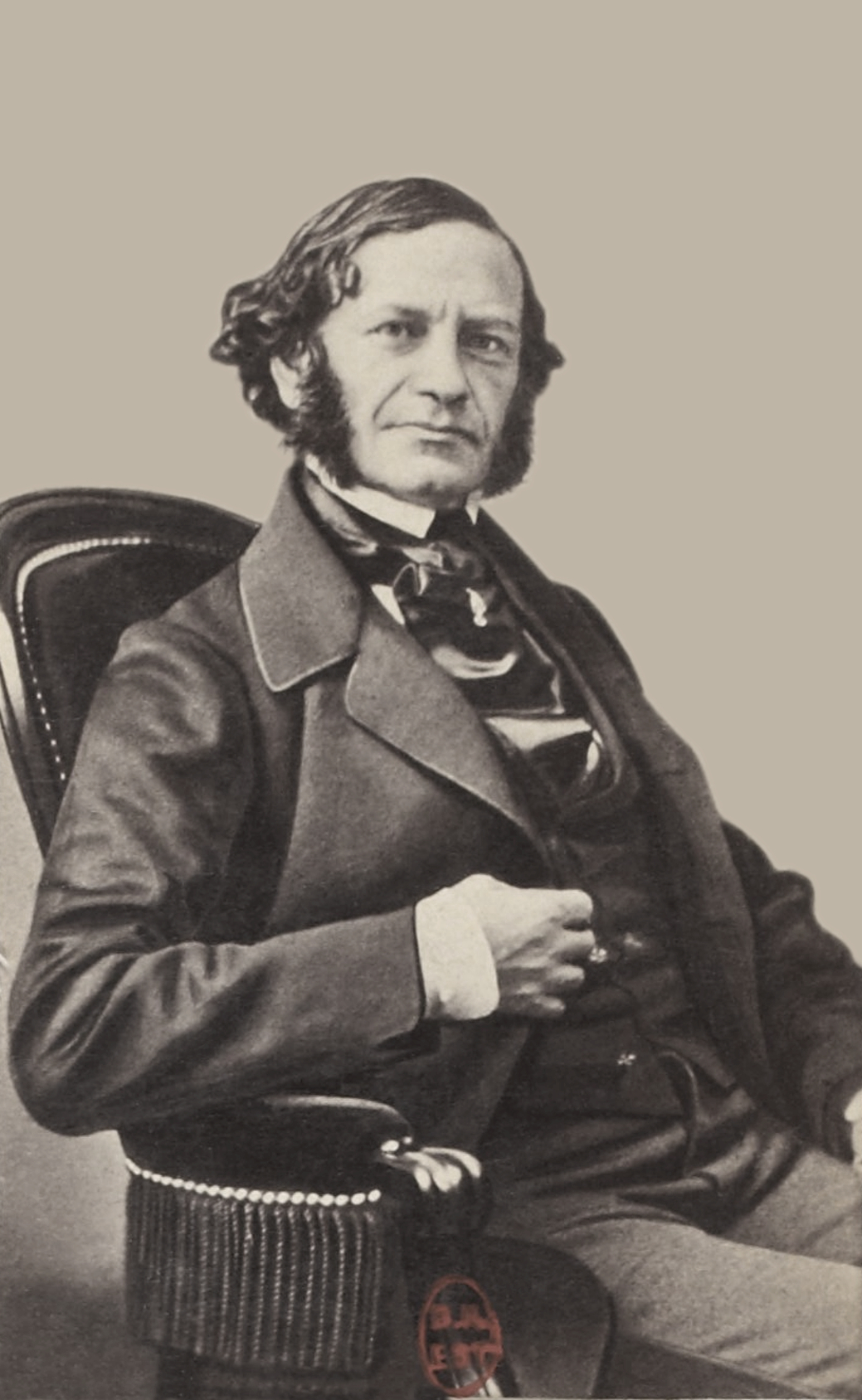
Henri Herz

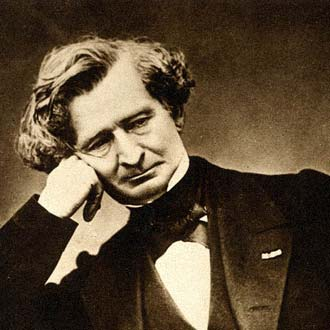
Hector Berlioz

- 1er janvier : Isidora Zegers, artiste et compositrice espagnole († 14 juillet 1869 (à 66 ans)).
- 6 janvier : Henri Herz, pianiste et compositeur français († 5 janvier 1888).
- 6 février : Joseph-François Rousselot, corniste et compositeur français († 4 septembre 1880).
- 20 février : Friedrich Theodor Fröhlich, compositeur suisse († 16 octobre 1836).
- 2 avril : Franz Lachner, compositeur et chef d'orchestre allemand († 20 janvier 1890).
- 19 avril : Eliza Flower, compositrice et musicienne britannique († 12 décembre 1846).
- 24 mars : Giacomo Panizza, compositeur italien († 1er mai 1860).
- 24 juin : George James Webb, chef d'orchestre, éditeur, pédagogue et compositeur anglo-américain († 7 octobre 1887).
- 23 juillet : Johann Vesque von Püttlingen, compositeur autrichien († 29 octobre 1883).
- 24 juillet : Adolphe Adam, compositeur français († 3 mai 1856).
- 10 septembre : Alphonse Royer, librettiste, littérateur et journaliste français († 11 avril 1875).
- 15 octobre : Camille Durutte, compositeur et théoricien de la musique français († 24 septembre 1881).
- 28 octobre : Caroline Ungher, contralto hongroise († 23 mars 1877).
- 11 décembre : Hector Berlioz, compositeur français († 8 mars 1869).

Date indéterminée
- Guillaume Despréaux, compositeur français.
- Ferdinando Sebastiani, clarinettiste et compositeur italien, considéré comme le fondateur de l'école de clarinette napolitaine († 1860).

## Décès

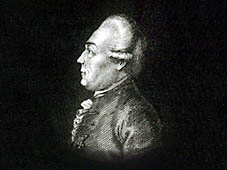
Gottfried van Swieten

- 2 janvier : Ignaz von Beecke, compositeur allemand (° 28 octobre 1733).
- 5 février : Giovanni Battista Casti, poète satirique et librettiste italien (° 29 août 1724).
- 16 février : Giovanni Punto, compositeur, violoniste et corniste tchèque (° 28 septembre 1746).
- 11 mars :  Jean-Baptiste Cardon, harpiste, compositeur français (° 1760).
- 29 mars : Gottfried van Swieten, mécène et compositeur amateur néerlandais (° 29 octobre 1733).
- 14 juillet : Esteban Salas, compositeur latino-américain cubain (° 25 décembre 1725).
- 25 juillet : Joseph-Barnabé Saint-Sevin dit L'Abbé le Fils, violoniste et compositeur français (° 11 juin 1727).
- 5 septembre : François Devienne, compositeur français (° 31 janvier 1759).
- 9 septembre : Trial fils, pianiste et compositeur d’opéras-comiques français (° 6 décembre 1772).
- 17 septembre : Franz Xaver Süßmayr, chef d'orchestre et compositeur autrichien (° 26 juillet 1766).
- 18 septembre : Antoine Hugot, flûtiste, compositeur et pédagogue français (° 1761).
- 30 septembre : Charles Broche, musicien français (° 20 février 1752).
- 7 octobre : Pierre Vachon, compositeur français (° 1731).

Date indéterminée
- Giovanni de Gamerra, librettiste d'opéra italien (° 26 décembre 1742).
- Johann Christoph Kellner, compositeur et organiste allemand (° 15 août 1736).

Vers 1803
- Antonia Bernasconi, soprano allemande (° vers 1741).